# Rossana Morabito
Rossana Morabito (21 giugno 1969) è un'ex velocista e mezzofondista italiana.

## Biografia
Il primo importante risultato della sua carriera sportiva arrivò nel 1984, quando conquistò il titolo di campionessa italiana assoluta ai campionati italiani di atletica leggera di Roma nella staffetta 4×1500 metri. La prima esperienza a livello internazionale risale invece al 1986, quando prese parte ai mondiali juniores di Atene, dove concluse la gara dei 400 metri piani in semifinale.
Ai mondiali di Roma 1987 era parte della squadra della staffetta 4×400 metri che si classificò ottava. L'ultima importante gara internazionale risale al 1990, quando partecipò ai campionati europei indoor di Glasgow, raggiungendo la semifinale negli 800 metri piani.
La sua carriera agonistica si interruppe bruscamente nel 1990 a causa di un infortunio.
In carriera ha portato al collo dieci medaglie di campionessa nazionale, di cui due nei 400 metri piani, due negli 800 metri piani indoor e le altre sei nelle staffette.

## Progressione

### 400 metri piani
| Stagione | Tempo | Luogo           | Data      | Rank. Mond. |
| -------- | ----- | --------------- | --------- | ----------- |
| 1989     | 53"92 | Rieti           | 3-9-1989  |             |
| 1988     | 54"03 | Greater Sudbury | 28-7-1988 |             |
| 1987     | 53"69 | Rieti           | 8-9-1987  |             |
| 1986     | 54"77 | Atene           | 16-7-1986 |             |

## Palmarès
| Anno | Manifestazione    | Sede            | Evento            | Risultato  | Prestazione | Note |
| ---- | ----------------- | --------------- | ----------------- | ---------- | ----------- | ---- |
| 1986 | Mondiali juniores | Atene           | 400 m piani       | Semifinale | 55"04       |      |
| 1987 | Europei juniores  | Birmingham      | 400 m piani       | Batteria   | 55"69       |      |
| 1987 | Europei juniores  | Birmingham      | Staffetta 4×400 m | 7ª         | 3'43"73     |      |
| 1987 | Mondiali          | Roma            | Staffetta 4×400 m | Batteria   | 3'31"72     |      |
| 1988 | Mondiali juniores | Greater Sudbury | 400 m piani       | 8ª         | 55"20       |      |
| 1988 | Mondiali juniores | Greater Sudbury | Staffetta 4×400 m | Batteria   | dq          |      |
| 1990 | Europei indoor    | Glasgow         | 800 m piani       | Semifinale | 2'07"18     |      |

## Campionati nazionali
- 2 volte campionessa italiana assoluta dei 400 metri piani (1988, 1989)
- 3 volte campionessa italiana assoluta della staffetta 4×400 metri (1986, 1988, 1989)
- 2 volte campionessa italiana assoluta della staffetta 4×800 metri (1988, 1989)
- 1 volta campionessa italiana assoluta della staffetta 4×1500 metri (1984)
- 2 volte campionessa italiana assoluta degli 800 metri piani indoor (1989, 1990)

1984
- Oro ai campionati italiani assoluti, staffetta 4×1500 metri - 19'28"66

1986
- Argento ai campionati italiani assoluti, 400 m piani - 54"75
- Oro ai campionati italiani assoluti, staffetta 4×400 metri - 3'39"66

1987
- Argento ai campionati italiani assoluti indoor, 400 m piani - 54"78

1988
- Oro ai campionati italiani assoluti, 400 metri piani - 53"83
- Oro ai campionati italiani assoluti, staffetta 4×400 metri - 3'40"61
- Oro ai campionati italiani assoluti, staffetta 4×800 metri - 8'54"17

1989
- Oro ai campionati italiani assoluti indoor, 800 metri piani - 2'06"68
- Oro ai campionati italiani assoluti, 400 metri piani - 53"94
- Oro ai campionati italiani assoluti, staffetta 4×400 metri - 3'42"79
- Oro ai campionati italiani assoluti, staffetta 4×800 metri - 8'46"40

1990
- Oro ai campionati italiani assoluti indoor, 800 metri piani - 2'05"90

## Altre competizioni internazionali
1989
- 8ª al Golden Gala ( Pescara, 19 luglio 1989), 800 metri piani - 2'03"12